# Mythimna vitellina
Mythimna vitellina là một loài bướm đêm thuộc họ Noctuidae. Loài này phân bố khắp nam và phần phía nam của đông châu Âu. Nó cũng được tìm thấy ở Bắc Phi, Cận Đông và Trung Đông, centraal châu Á và miền tây Trung Quốc.
Sải cánh dài 36–43 mm. Chiều dài cánh trước dao động từ 12 đến 14 mm.
Chúng bay từ tháng 8 và tháng 10, nhưng đôi khi cũng bay sớm hơn. .
Chúng ăn nhiều loài cỏ khác nhau.
1. ^  Mùa bay ở đây là ở Quần đảo Anh. Mùa bay có thể khác ở các phạm vi phân bố khác.

## Hình ảnh

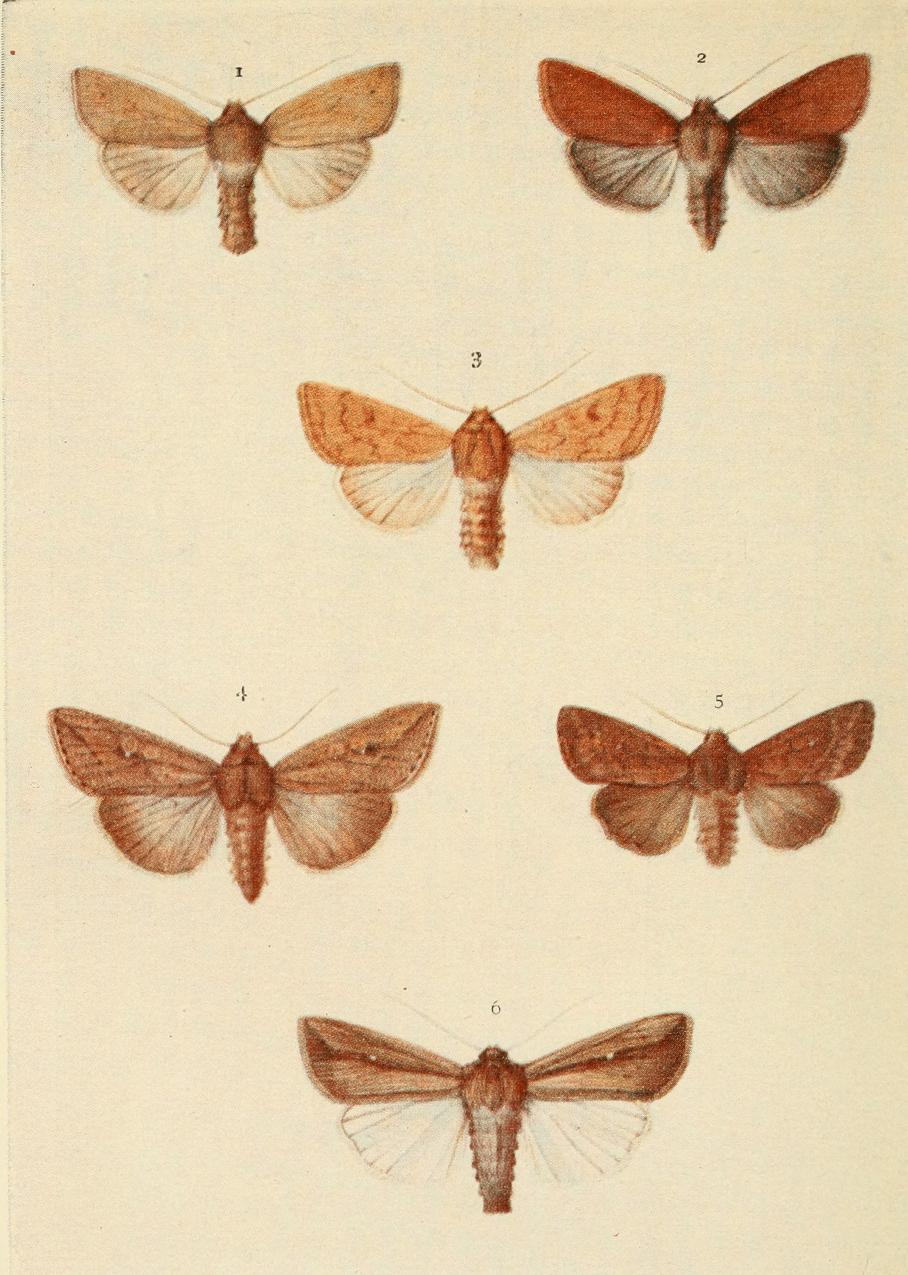